# Крайние точки Науру

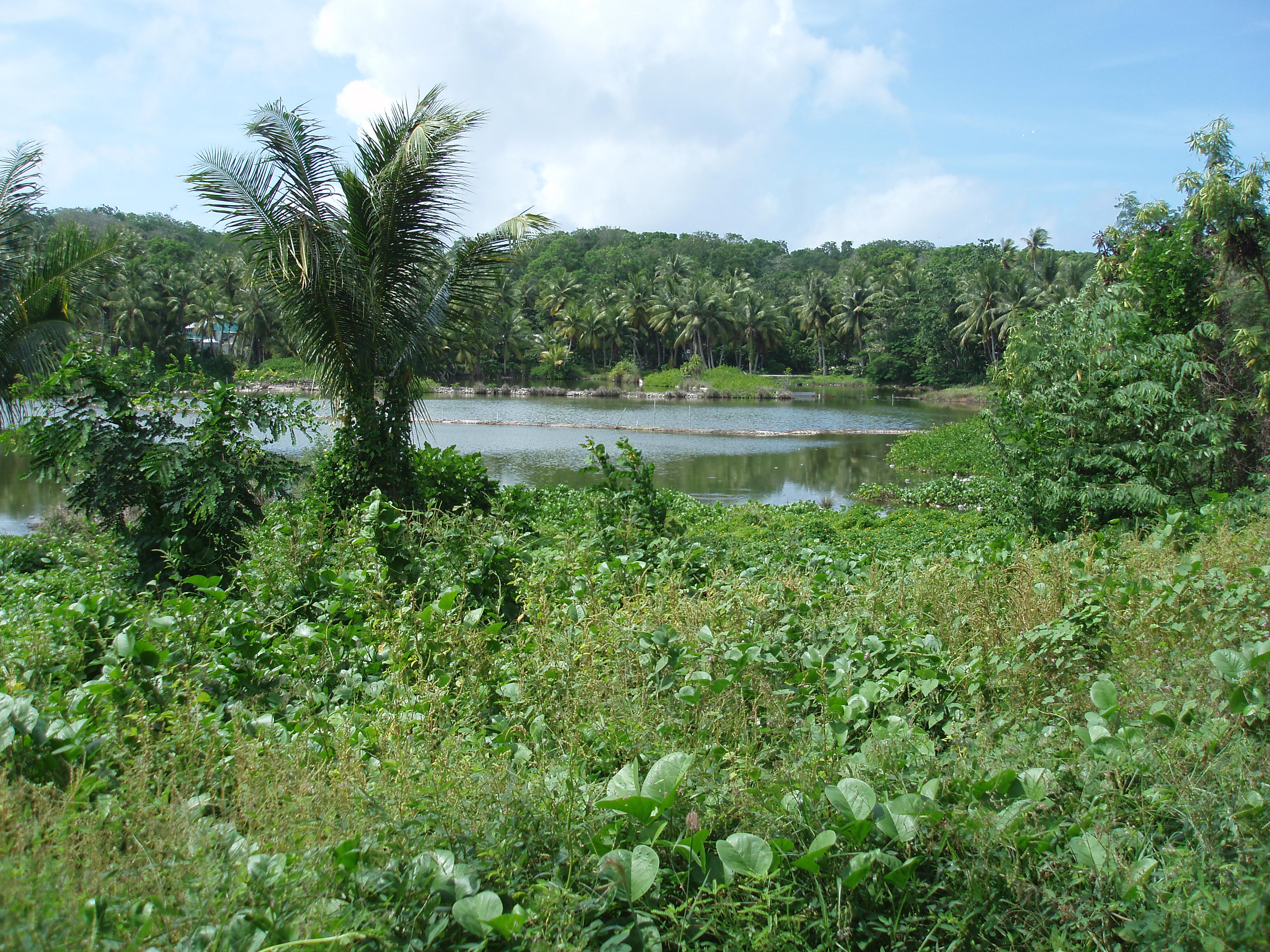
Растительностью окружённое озеро Буада

Крайние точки Науру — точки, которые находятся дальше на север, юг, восток или запад, чем любое другое место, а также самые высокие и самые низкие точки.

## Широта и долгота
- Север: мыс Анна[1].

- Юг: южная часть взлетно-посадочной полосы в международном аэропорту Науру.
- Запад: Побережье возле консольных сооружений в районе Айво.
- Восток: мыс Июв.

## Высота над уровнем моря
- Самая высокая точка — Комманд-Ридж (71 м.)[2].
- Самая низкая точка — Озеро Буада (0 м.).